# Бирюзовая танагра-медосос
Бирюзовая танагра-медосос (лат. Cyanerpes cyaneus) — вид птиц из семейства танагровых (Thraupidae).

## Описание
Бирюзовая танагра-медосос достигает длины 12—13 см и массы до 14 граммов. Клюв несколько согнутый, чёрный. Выражен половой диморфизм. Самцы окрашены в фиолетово-синеватый цвет. Крылья, хвост и спина чёрного цвета. Ноги красные. Верхняя сторона головы окрашена в бирюзовый цвет. Нижняя сторона крыльев, которую можно увидеть только в полёте, имеет лимонно-жёлтую окраску. После периода тока самец линяет в более тёмное, зеленоватое оперение с чёрными крыльями. Самки и молодые птицы окрашены в зеленоватый цвет. Нижняя сторона тела светлее и часто слегка полосатая. Ноги самок окрашены в красно-коричневый, а у молодых птиц коричневый цвет. Пение бирюзовой цветочницы — короткое «цип».

## Распространение
Область распространения бирюзовой танагры-медососа простирается от южной Мексики до Перу, Боливии и Бразилии. На Тринидад и Тобаго и на Кубу вид вероятно занесён.
Вид населяет как леса и опушки леса, так и плантации, где его можно часто встретить в маленьких группах.

## Питание
Бирюзовая танагра-медосос питается преимущественно нектаром, а также насекомыми и плодами.

## Размножение
Бирюзовые танагры-медососы становятся половозрелыми приблизительно к 15 месяцам. Время тока длится с апреля по июнь. Самка строит маленькое гнездо в форме чашки на дереве. В кладке два яйца белого цвета с коричневыми пятнами. Яйца высиживаются от 12 до 13 дней. Молодые птицы становятся самостоятельными примерно через 14 дней и покидают гнездо. Птицы могут прожить свыше 10 лет.

## Подвиды
Выделяют 11 подвидов:
- Cyanerpes cyaneus brevipes Cabanis, 1850
- Cyanerpes cyaneus carneipes Sclater, 1860
- Cyanerpes cyaneus cyaneus Linnaeus, 1766
- Cyanerpes cyaneus dispar Zimmer, 1942
- Cyanerpes cyaneus eximius Cabanis, 1850
- Cyanerpes cyaneus gemmeus Wetmore, 1941
- Cyanerpes cyaneus gigas Thayer & Bangs, 1905
- Cyanerpes cyaneus holti Parkes, 1977
- Cyanerpes cyaneus pacificus Chapman, 1915
- Cyanerpes cyaneus tobagensis Hellmayr & Seilern, 1914
- Cyanerpes cyaneus violaceus Zimmer, 1942